# IMac G4

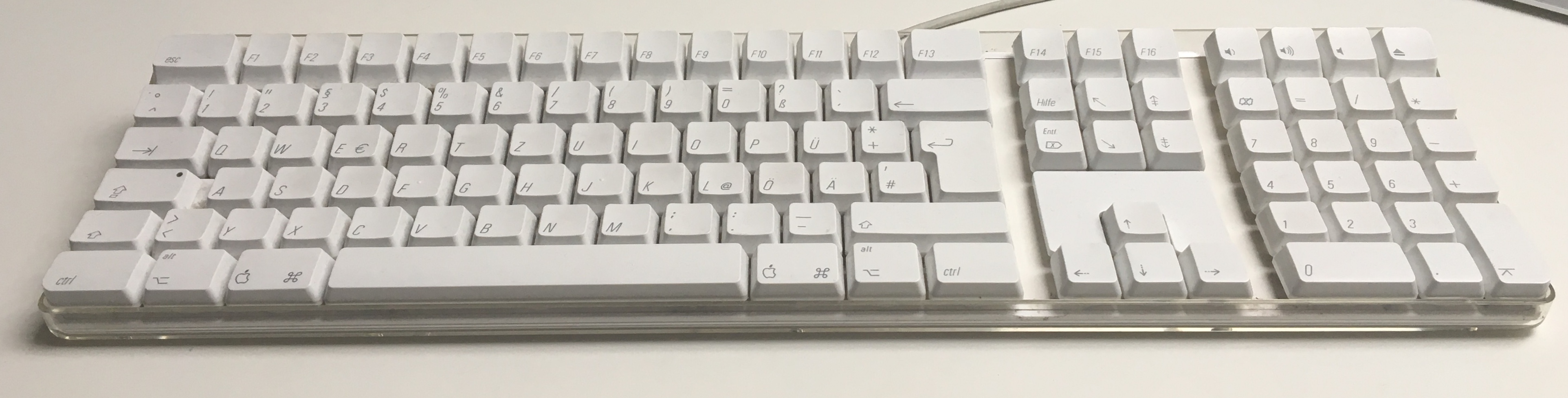
Klávesnice Apple Pro Keyboard s německým rozložením, prodávaná s iMacem G4

iMac G4 je stolní osobní počítač typu vše v jednom, navržen, zkonstruován a prodáván společností Apple Computer, Inc. od ledna 2002 do srpna 2004. Nahradil iMac G3 a následoval jej iMac G5 .

## Design a marketing
iMac G4 byl vybaven LCD displejem umístěným na polohovatelném rameni nad základnou tvaru polokoule, která obsahuje plnohodnotnou optickou mechaniku a procesor PowerPC G4 74xx čtvrté generace. Všechny vnitřní komponenty, jako je pevný disk a základní deska, byly umístěny do "polokoule". Polohovatelné rameno umožnilo, aby displej mohl zaujímat téměř jakýkoliv úhel kolem kopulovitého dna. iMac G4 byl prodáván pouze v bílé barvě a nebyl průsvitný jako iMac G3. Počítač byl prodáván s  klávesnicí Apple Pro keyboard a myší Apple Pro Mouse, které byly později přepracovány a přejmenovány na Apple Keyboard a Apple Mouse, resp. K dispozici byly také volitelné reproduktory Apple Pro Speakers, které byly kvalitnější než interní reproduktory. Apple Pro reproduktory používaly speciální adaptér, navržený pro funkci pouze s několika vybranými modely počítačů Apple Macintosh. 
Protože byl iMac G4 uveden na trh ve stejném roce, ve kterém byla zrušena podpora Mac OS 9, prodával se původně jak Mac OS 9, tak Mac OS X. Při běhu novějších verzí Mac OS X (Tiger a Leopard) nebyla grafická karta GeForce4 MX schopna vykreslit Core Image. To způsobovalo menší grafické problémy. Jedním z takových problémů byla absence efektu "vlnění" v Dashboard při umístění widgetu. Také šlo například o neprůhledné menu v Mac OS X Leopard. 

Původně byl známý jako nový iMac, zatímco stávající iMac G3 se stále prodával ještě několik měsíců. Během této doby Apple odstranil všechny CRT displeje ze svojí produktové řady. Nicméně ploché LCD iMacu G4 nemohlo odpovídat nízké ceně iMacu G3, hlavně kvůli tehdejším vyšším cenám LCD technologie. iMac G3 byl již zastaralý, ale stále byly potřeba levné stroje, důležité zejm. pro Americký vzdělávací trh. Proto Apple vytvořil eMac (education Mac) v dubnu 2002 a ukončil výrobu modelu iMac G3. iMac G4 byl poté prodáván jako "iMac" až do jeho stažení z trhu, poté byl opět označen jako iMac G4, aby se odlišil od jeho nástupce, iMacu G5 v srpnu 2004.   

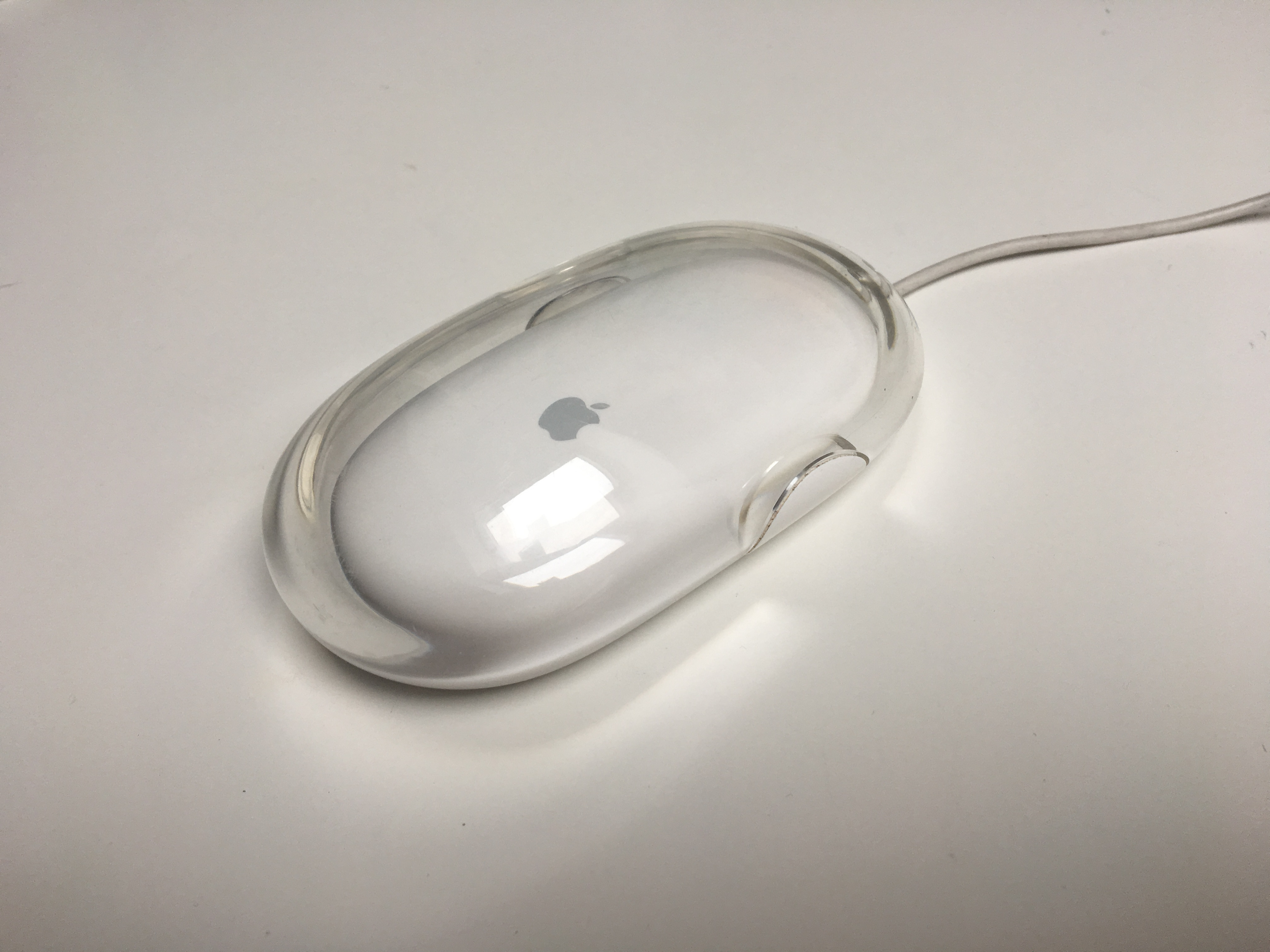
Apple Pro Mouse, prodávaná s iMacem G4

Vnitřní komponenty jsou umístěny v pouzdře tvaru koule o průměru přibližně 25 centimetrů s chromovaným nerezovým krkem, který drží 15" TFT LCD displej. Tento model byl prodáván s nainstalovnými operačními systémy MacOS X 10.1 a MacOS 9.2, jako výchozí se spouštěl MacOS X. Na rozdíl od některých starších modelů iMac, které jsou pasivně chlazené, je řada iMac G4 chlazena tichým vnitřním ventilátorem. 
Apple u iMacu G4 vyzdvihoval jeho polohovatelnost, často přirovnávanou ke stolní lampě. Byl přezdíván “Lampička”, podobný “ Luxo Jr. ”, z krátkého filmu studia Pixar, dalšího podniku spoluzakladatele Apple Steva Jobse. Jedna z reklam přístroj vyobrazovala ve výloze obhodu, „reagující“ na každý pohyb kolemjdoucího na ulici. Nakonec, když muž vyplázne jazyk, iMac reaguje otevřením optické jednotky. iMac G4 byl také známý jako "slunečnice".

## Konkurence
Jedním z mála konkurentů iMac G4 na trhu počítačů LCD typu vše v jednom byl Gateway Profile. Recenzent poznamenal, že Gateway Profile má vyšší výpočetní výkon, hlavně díky procesoru Intel Pentium 4, protože procesor G4 postrádal 1MB L2 vyrovnávací paměti dostupné např. ve vyšší řadě Power Mac. IMac měl však jasné výhody v kvalitě LCD obrazovky (používá digitální LCD na rozdíl od analogového LCD) a ergonomii (díky pružnému rameni monitoru). Recenzent došel k závěru, že iMac dobře fungoval pro vstup do ekosystému Macintosh, ale poznamenal, že jejich relativně vysoké ceny se blížily cenám notebooků, které byly přenosné a měly LCD obrazovky s vyšším rozlišením.

## Historie revizí
| Model                                       | iMac G4 | iMac G4 (pouze Mac OS X) | iMac G4 (1GHz, DDR) | iMac G4 (USB 2.0) |
| Datum uvedení                               | 7. ledna 2002 (15"), 17. července 2002 (17") | 4. února 2003 | 4. února 2003 | 8. září 2003 (15 a 17"), 18. listopadu 2003 (20") |
| ------------------------------------------- | --- | --- | --- | --- |
| Identifikátor modelu                        | PowerMac4,2 (15") PowerMac4,5 (17") | PowerMac4,2 (15") PowerMac4,5 (17") | PowerMac6,1 | PowerMac6,3 |
| Displej                                     | | | | |
| 15 "TFT LCD, 1024 × 768                     | 15 "TFT LCD, 1024 × 768 | — | 15" TFT LCD, 1024 × 768 | |
| 17" širokoúhlý LCD displej TFT, 1440 × 900  | — | 17" širokoúhlý LCD displej TFT, 1440 × 900 | 17" širokoúhlý LCD displej TFT, 1440 × 900 | |
| 20 "TFT širokoúhlý LCD displej, 1680 x 1050 | | | | |
| Procesor                                    | 700 MHz nebo 800 MHz PowerPC G4 (7450) | 800 MHz PowerPC G4 (7450) | 1,0 GHz PowerPC G4 (7445) | 1,0 GHz (15"), 1,25 GHz (17" a 20") PowerPC G4 (7445) |
| Cache                                       | 64 KB L1, 256 KB L2 (1: 1) | 64 KB L1, 256 KB L2 (1: 1) | 64 KB L1, 256 KB L2 (1: 1) | 64 KB L1, 256 KB L2 (1: 1) |
| Front side bus                              | 100 MHz | 100 MHz | 133 MHz | 167 MHz |
| Paměť                                       | 128 MB, 256 MB PC133 SDRAM Rozšiřitelné až na 1 GB prostřednictvím jednoho továrně instalovaného paměťového modulu ve 168-pinovém DIMM slotu a jednoho 144pinového SO-DIMM socketu přístupného pro uživatele. | 256 MB SDRAM PC133 Rozšiřitelné až na 1 GB prostřednictvím jednoho továrně instalovaného paměťového modulu ve 168-pinovém slotu DIMM a jednoho 144pinového SO-DIMM socketu přístupného pro uživatele. | 256 MB PC2100 (266 MHz) DDR SDRAM Rozšiřitelné až na 2 GB prostřednictvím jednoho továrně nainstalovaného paměťového modulu v 184-pinovém slotu DIMM a jednoho 200-pinového socketu SO-DIMM přístupného pro uživatele. (oficiálně je podporováno pouze 1 GB) | 256 MB PC2700 (333 MHz) DDR SDRAM Rozšiřitelné až na 2 GB prostřednictvím jednoho továrně instalovaného paměťového modulu v 184-pinovém slotu DIMM a jednoho 200-pinového uživatelsky přístupného socketu SO-DIMM. (oficiálně je podporováno pouze 1GB) |
| Grafika                                     | nVidia GeForce 2 MX s 32 MB DDR SDRAM (15") nVidia GeForce 4 MX s 32 MB DDR SDRAM (17") | nVidia GeForce 2 MX s 32 MB DDR SDRAM | nVidia GeForce 4 MX s 64 MB DDR SDRAM | nVidia GeForce 4 MX s 32 MB DDR SDRAM (15"). nVidia GeForce FX 5200 Ultra s 64 MB DDR SDRAM (17" 20") |
| Pevný disk                                  | 40 GB, 60 GB, 80 GB | 60 GB | 80 GB | 80 GB |
| Optická mechanika                           | Combo jednotka s rychlostmi čtení 8× (DVD) a 32× (CD) a rychlostmi zápisu 32× (CD-R) a 10× (CD-RW) (700 MHz)                                                                                                  | 32× Combo mechanika | — | 32× Combo mechanika (15") |
| Optická mechanika                           | SuperDrive 6× DVD a 24× CD (čtení); 2× DVD-R, 8× CD-R a 4× CD-RW (zápis) (800 MHz) | — | 4× SuperDrive | 4× SuperDrive (17"a 20") |
| Připojení                                   | Volitelný AirPort 802.11b 11 Mbit/s 10BASE-T/100BASE-TX Ethernet 56k V.90 modem | Volitelný AirPort 802.11b 11 Mbit/s 10BASE-T/100BASE-TX Ethernet 56k V.92 modem | Volitelný AirPort Extreme 80 Mbit/s 802.11b/g 10BASE-T/100BASE-TX Ethernet 56k V.92 modem Volitelné Bluetooth 1.1 | Volitelný AirPort Extreme 80 Mbit/s 802.11b/g 10BASE-T/100BASE-TX Ethernet 56k V.92 modem Volitelné Bluetooth 1.1 |
| Periferie                                   | 3× USB 1.1 2x Firewire 400 Zabudovaný mikrofon Audio výstup mini-jack pro Apple Pro Speakers | 3× USB 1.1 2x Firewire 400 Zabudovaný mikrofon Audio výstup mini-jack pro Apple Pro Speakers | 3× USB 1.1 2x Firewire 400 Zabudovaný mikrofon Audio výstup mini-jack pro Apple Pro Speakers | 3× USB 2.0 2x Firewire 400 Zabudovaný mikrofon Audio výstup mini-jack pro Apple Pro Speakers |
| Video výstup                                | Mini-VGA | Mini-VGA | Mini-VGA | Mini-VGA |
| Maximální operační systém                   | Mac OS X 10.4.11 „Tiger“ a Mac OS 9.2.2 | Mac OS X 10.4.11 “Tiger” | Mac OS X 10.5.8 „Leopard“ | Mac OS X 10.5.8 „Leopard“ |
| Hmotnost                                    | 15": 9.7 kg 17": 10.4 kg | 9.7 kg | 10.4 kg | 15": 9.7 kg 17": 10.4 kg 20": 18.2 kg |